# Tetragnatha pallescens
Tetragnatha pallescens är en spindelart som beskrevs av F. O. Pickard-Cambridge 1903. Tetragnatha pallescens ingår i släktet sträckkäkspindlar, och familjen käkspindlar. Inga underarter finns listade i Catalogue of Life.